# The Sims 2: Jó utat!
A The Sims 2: Jó utat! a The Sims 2 videójáték hatodik kiegészítőlemeze.
A simek végre elmenekülhetnek a szürke hétköznapokból!
Kikapcsolódhatnak egy meleg tengerparton, túrázhatnak a hegyekben vagy egy távol-keleti faluban élvezhetik a masszázs és harmónia kényeztetését.
A Jó utat!-ban tehát a nyaraló vagy üdülőterület az új helyszín. Itt a játékos csinálhat saját üdülőterületet is, de a készítők alapvetően elhelyeztek 3-at:
- Twikki, Hawaii-ra emlékeztető trópusi sziget,
- Takemizu, Japánra emlékeztető hely,
- Háromtó, völgyből, a körülötte lévő hegyvidékből és erdőből áll.

## Hibák
A felhasználók szerint a Jó utat! az egyik leghibásabb kiegészítő, ami a Sims 2-höz megjelent, az ún. túravezető generálási hiba miatt. A játék mindig automatikusan generál új karaktereket, ez esetben túravezetőket. Egy idő után a túravezetők felszaporodnak, és a játék karaktertára egy idő után megtelik.

## Új lehetőségek
Mostantól a Simek elmehetnek nászútra is. A nyaraláson különleges szuveníreket vehet. Először lehet ékszert választani a The Sims-ben.
Az ékszerek:
- fülbevaló
- nyaklánc
- karóra
- karkötő
- piercing
- gyűrű

A sim fényképezhet is a saját digitális fényképezőgépével, ami alapból van neki. Különböző érdekes térképeket találhat, ha ás. A térképek elvezetik egy titkos helyre, ahol valamit megtanulhat. (Pl: teleportálást; ez Takemizu-ban érhető el, ha találkozunk a nindzsával és helyesen válaszolunk a kérdésére; vagy a tűztánc, amit Twikki szigetén egy tűztáncostól, ha fizetünk neki.)